# Autonomisierung
Autonomisierung bezeichnet das Umschreiben eines nicht-autonomen Differentialgleichungssystems in ein autonomes Differentialgleichungssystem in der Numerischen Mathematik.

## Beschreibung
Sei das Anfangswertproblem mit
{\displaystyle u'(t)=f(t,u(t))\quad {\text{mit}}\quad u(t_{0})=u_{0}}
gegeben.
Dann ist das Ziel, dieses nicht-autonome DGL-System in ein autonomes, d. h. von der Zeit {\displaystyle t} unabhängiges (=invariant gegen Zeittranslation) DGL-System zu überführen (autonomisieren).
Wir können uns auf die Anfangszeit {\displaystyle t_{0}=0} beschränken, da {\displaystyle u(t)} bei jeder beliebigen Zeit eine Lösung sein muss, falls die Funktion autonomisiert werden kann.
In den numerischen Verfahren fallen die Zeitpunkte dann entsprechend weg. Das heißt, es gilt für das explizite Euler-Verfahren
{\displaystyle u_{n+1}=u_{n}+h_{n}f(u(t_{n}))}
für eine autonome Differentialgleichung.

## Autonomisierung
Schreiben wir nun die nicht-autonome DGL 
{\displaystyle u'(t)=f(t,u(t)),u\in \mathbb {R} ^{d},t\in [t_{0},T]} in eine autonome DGL 
{\displaystyle U'(t)=F(U(t)),U\in \mathbb {R} ^{d+1}} um, dann erhalten wir eine zusätzliche Dimension.
Definiere
{\displaystyle \tau =t-t_{0},U={\begin{pmatrix}u\\\tau \end{pmatrix}},F(U)={\begin{pmatrix}f(\tau +t_{0},u)\\1\end{pmatrix}}}.
Dann gilt die Beziehung:
{\displaystyle {\frac {dU}{d\tau }}={\frac {d}{d\tau }}{\begin{pmatrix}u\\\tau \end{pmatrix}}={\begin{pmatrix}{\frac {du}{d\tau }}\\1\end{pmatrix}}={\begin{pmatrix}{\frac {du}{dt}}{\frac {dt}{d\tau }}\\1\end{pmatrix}}={\begin{pmatrix}f(t,u)*1\\1\end{pmatrix}}{\underset {t=\tau +t_{0}}{=}}{\begin{pmatrix}f(\tau +t_{0},u)\\1\end{pmatrix}}=F(U)}.

## Beispiele
1. Die Euler-Verfahren (explizit, implizit), das Heun-Verfahren und das Trapez-Verfahren sind alle invariant gegen Autonomisierung.
2. Das „schiefe“ Euler-Verfahren (Beachte Zeitschritt in {\displaystyle f})
{\displaystyle u_{n+1}=u_{n}+h_{n}f(t_{n+1},u_{n})}
ist nicht invariant gegen Autonomisierung.